# Hannovers voetbalkampioenschap 1903/04
In 1903/04 werd het eerste Hannovers voetbalkampioenschap gespeeld, dat georganiseerd werd door de Hannoverse voetbalbond. ARBV werd kampioen en plaatste zich zo voor de eindronde om de Duitse landstitel. De club verloor in de eerste ronde met 11-0 van SC Germania 1887 Hamburg. 
De uitslagen van de competitie zijn niet meer bekend. 

## Eindstand
| Plaats | Club                       | Wed. | W | G | V | Saldo | Ptn |
| ------ | -------------------------- | ---- | - | - | - | ----- | --- |
| 1.     | ARBV Hannover              |      |   |   |   |       |     |
| 2.     | FC Hannover 1896           |      |   |   |   |       |     |
| 3.     | FC Hannover 1896 II        |      |   |   |   |       |     |
| 4.     | FC Eintracht 1898 Hannover |      |   |   |   |       |     |
| 5.     | FV Hannovera 1898 Hannover |      |   |   |   |       |     |

|  | Kampioen |